# Bishops
Bishops is een geslacht van primitieve zoogdieren uit de orde Ausktribosphenida dat tijdens het Vroeg-Krijt in het zuiden van Australië leefde. Er is slechts één soort bekend, B. whitmorei.

## Fossiele vondsten
Fossielen van Bishops zijn gevonden in de de Wonthaggi-formatie uit het Laat-Barremien (circa 126 miljoen jaar geleden) en de Eumeralla-formatie uit het Vroeg-Albien (108-103 miljoen jaar geleden) in de Australische staat Victoria.
Een fossiel van een dier dat sterke overeenkomsten vertoont met Bishops is gevonden in de Mata Amarilla-formatie in zuidelijk Patagonië uit het Midden-Cenomanien (97-95.5 miljoen jaar geleden). De aanwezigheid van aff. Bishops wijst op een uitwisseling in fauna tussen Australië en Zuid-Amerika via Antarctica tijdens het Krijt.

## Kenmerken
Bishops had het formaat van een spitsmuis met een geschat gewicht van respectievelijk 7 tot 9 gram. De lengte van Bishops wordt geschat op 5 cm. Het was een nachtactieve insectivoor die op de bosbodem leefde. 
Histologisch onderzoek liet zien dat Bishops zes jaar oud kon worden, wat zeer oud is vergelijking met hedendaagse zoogdieren van dit formaat zoals spitsmuizen, en traag groeide. Een dergelijke vertraagde levenscyclus komt bij hedendaagse zoogdieren voor bij soorten die een winterslaap houden en hierdoor een relatief flexibel metabolisme hebben. Mogelijk hield Bishops eveneens een winterslaap om de donkere en koude winters in de zuidelijke delen van Gondwana tijdens het Krijt door te komen.